# Sông Helmand

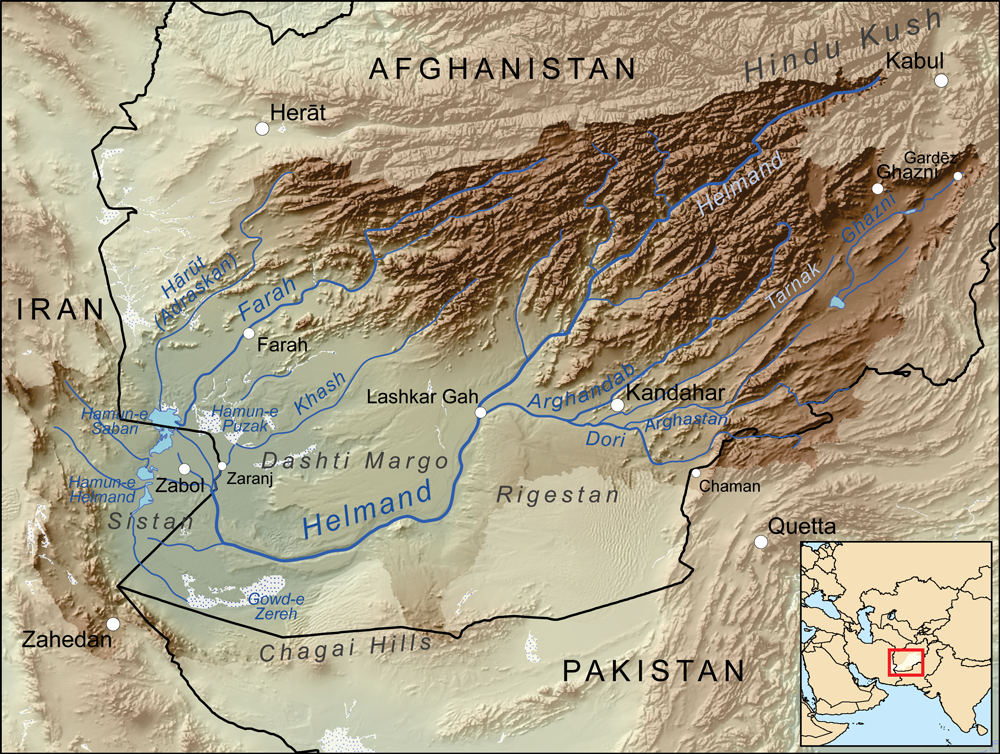
Bản đồ lưu vực sông Helmand

Sông Helmand (cũng viết thành Helmend, Helmund, Hirmand; tiếng Pashtun/tiếng Ba Tư: هیرمند, هلمند Hīrmand, Helmand, tiếng Hy Lạp: Ἐτύμανδρος (Etýmandros), Latinh: Erymandrus) là sông dài nhất tại Afghanistan và là lưu vực sông chính của lòng chảo nội lục Sistan.
Tên gọi của sông bắt nguồn từ tiếng Avesta là Haētumant, nghĩa "bị ngăn đập, có một đập", cùng gốc với tiếng Phạn Setumanta "có một đập", để nói tới sông Helmand và khu vực ruộng đồng xung quanh.. Tỉnh Helmand được đặt theo tên sông.
Sông Helmand kéo dài 1.150 km (710 mi). Sông khởi nguồn từ dãy Hindu Kush, khoảng 80 km (50 mi) về phía tây của Kabul, qua phía bắc của hành lang Unai. Sông chảy theo hướng tây nam qua sa mạc Dashti Margo, đến đầm lầy Seistan và vùng hồ Hamun-i-Helmand quanh Zabol tại biên giới Afghanistan-Iran.
Sông được sử dụng làm nguồn nước tưới tiêu cho nông nghiệp, mặc dù việc tích tụ muối khoáng đã làm giảm tính hữu dụng của sông. Nước sông rất cần thiết cho nông dân tại Afghanistan, song sông cũng chảy vào hồ Hamun và cũng khá quan trọng với nông dân tỉnh Sistan và Baluchistan ở đông nam của Iran.
Một số đập thủy điện đã được xây dựng và tạo ra các hồ chứa tại dòng sông thuộc Afghanistan, trong đó bao gồm Kajakai trên sông Helmand River. Chi lưu chính của sông Helmand là Arghandab cũng có một đập chính gần thành phố Kandahar.